# 진천여자중학교
진천여자중학교(鎭川女子中學校)는 대한민국 충청북도 진천군 진천읍 성석리에 있는 공립 중학교이다.

## 학교 연혁
- 1965년 3월 9일 : 개교(6학급 354명)
- 1983년 9월 1일 : 중·고등학교 분리(진천여고 분리 이전)
- 2007년 12월 28일 : 다목적교실(목련관) 준공
- 2010년 12월 22일 : 유네스코 협동학교 신규 지정
- 2022년 9월 1일 : 제28대 오도진 교장 부임
- 2024년 1월 5일 : 제59회 졸업식(155명) 총 졸업생(14,031명)
- 2024년 3월 4일 : 1학년 168명 입학

## 참고 자료
- 진천여자중학교 - 한국교육학술정보원 학교알리미